# Langbetten von Rothensande
Die vier Langbetten von Rothensande liegen westlich von Waabs nahe beieinander und sind noch gut im Gelände erkennbar, aber mit Bäumen bewachsen und teilweise unter Dornengebüsch verborgen. Das Gut Rothensande gehört zur Gemeinde Waabs im Kreis Rendsburg-Eckernförde in Schleswig-Holstein. Die Megalithanlage der Trichterbecherkultur (TBK) entstand zwischen 3500 und 2800 v. Chr. 

## Langbett 1

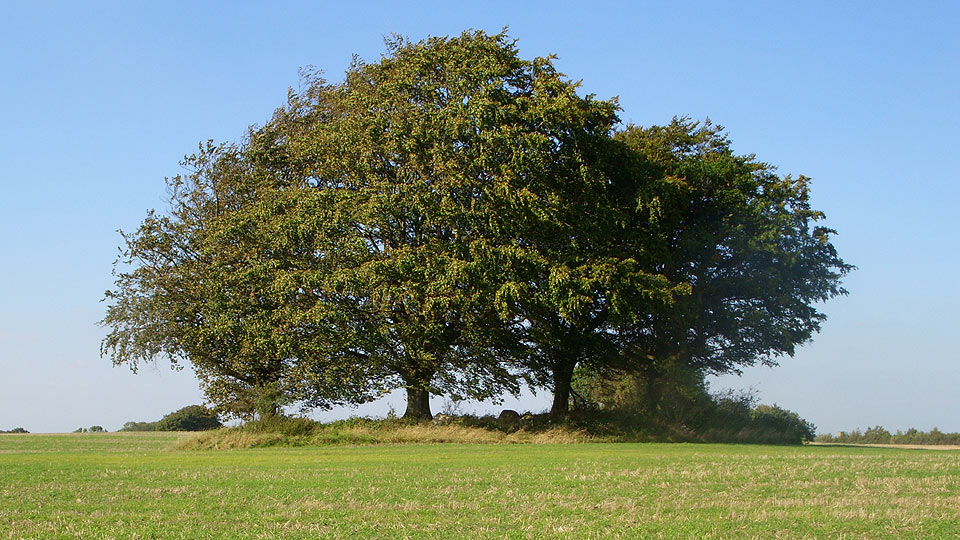
Rothensande Langbett 1

Ein rechteckiges Hünenbett in ungefährer Nord-Süd-Richtung (Lage). Von der Einfassung sind nur noch Steine der Langseiten vorhanden. Die Ausmaße des Langbetts betragen 22 m × 6 m. In der Mitte der Anlage befinden sich die Reste eines quergestellten erweiterten Dolmens, sämtliche Tragsteine der Kammer sind noch in situ. Der Dolmen besteht aus je zwei Tragsteinen an den Längsseiten und je einem Abschlussstein an den Schmalseiten. In der Ostecke ist, wahrscheinlich als Zugang, eine Lücke freigelassen. Die Decksteine fehlen. Im Atlas der Megalithgräber Deutschlands von Ernst Sprockhoff wird dieses Langbett als Sprockhoff 61 geführt.

## Langbett 2

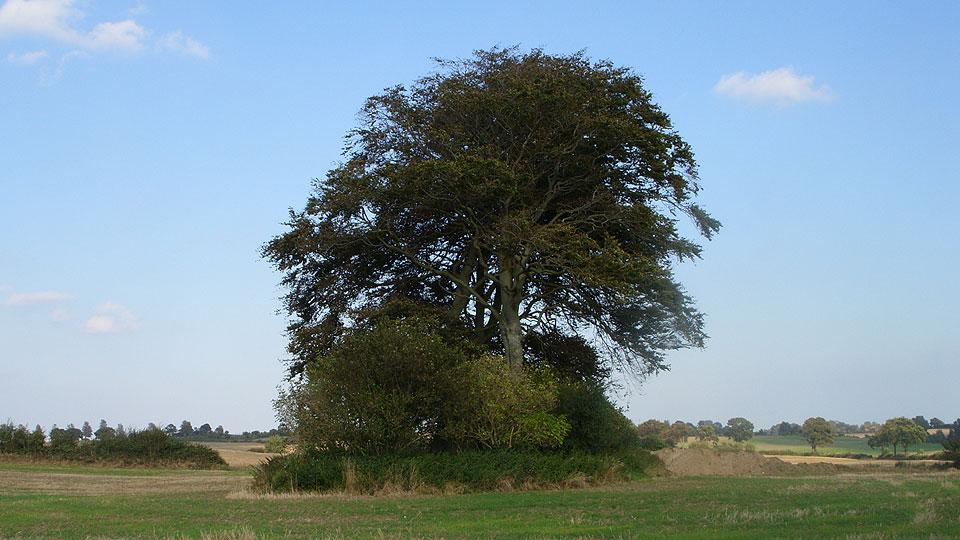
Rothensande Langbett 2

Etwa 120 m südlich von Langbett 1 befindet sich ein weiteres rechteckiges Hünenbett in Ost-West-Richtung (Lage). Die Steineinfassung ist verhältnismäßig gut erhalten, die Ausmaße des Langbetts betragen 29 m × 9 m. Die Ostseite, in der die Kammer gelegen hat, ist breiter als die Westhälfte. Von der Kammer sind nur noch Reste sichtbar.
Im Atlas der Megalithgräber Deutschlands wird dieses Langbett als Sprockhoff 62 geführt.

## Langbett 3

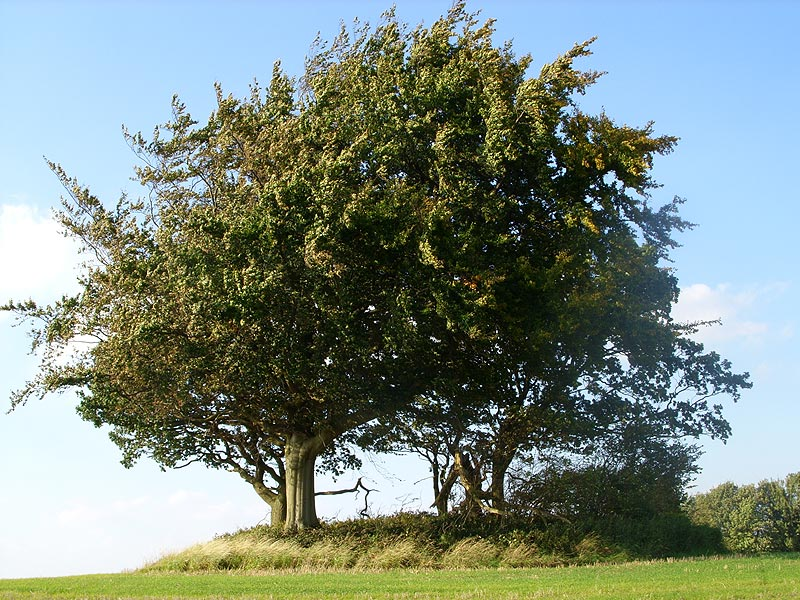
Rothensande Langbett 3

Ein weiteres rechteckiges Hünenbett, es liegt in Nordost-Südwest Richtung (Lage). Die Ausmaße betragen 38 m × 8 m. Zahlreiche Steine der Einfassung sind erhalten, aber stark verworfen. Im nordöstlichen Teil der Anlage befindet sich ein Polygonaldolmen, bestehend aus sechs in situ stehenden Trägern mit Eingangsöffnung und kleinem Schwellenstein im Südosten. Der Deckstein fehlt, die Maße der Kammer betragen 2,5 m × 1,8 m. In der südwestlichen Hälfte des Hünenbetts liegt der Rest eines querstehenden Großdolmens. In situ ein mächtiger Abschlussstein im Nordwesten. Auf der nordöstlichen Langseite drei Träger, davon die beiden äußeren in situ, der mittlere nach innen umgefallen. Von der gegenüberliegenden Langseite und dem südöstlichen Abschluss fehlen die Steine, ebenso fehlen die Decksteine. Im Atlas der Megalithgräber Deutschlands wird dieses Langbett als Sprockhoff 63 geführt.

## Langbett 4

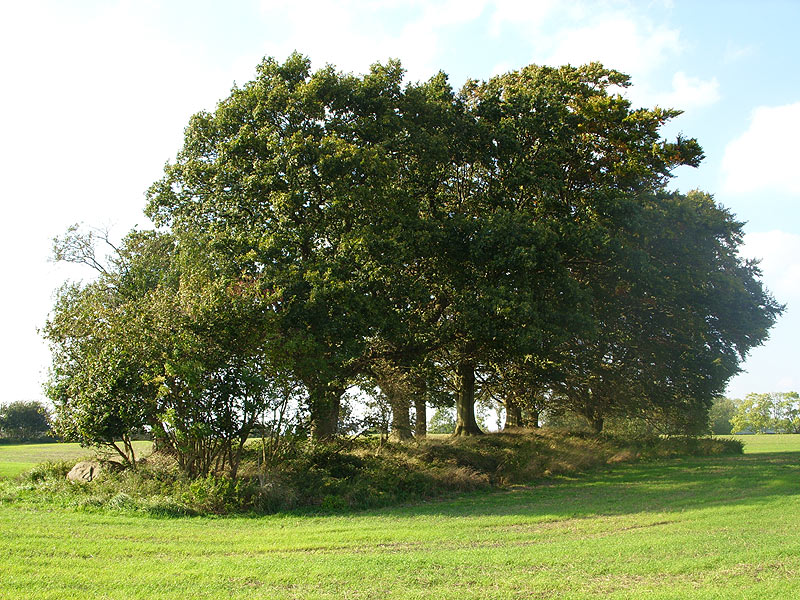
Rothensande Langbett 4

Das vierte Hünenbett liegt zwischen der Gruppe der übrigen drei im Süden und dem Gut Rothensande im Norden (Lage). Es liegt in Nordsüdlage mit querstehender Kammer am Nordende, hier handelt es sich um einen erweiterten Dolmen. Der gut erhaltene Erddamm wird auf der Westseite noch von 21 und auf der Südseite von 18 Steinen eingefasst, an den Schmalseiten ist noch je ein Umfassungsstein vorhanden. Das Langbett kann mit 52 m × 7 m bemessen werden. Bei der Kammer sind fünf Träger und ein Deckstein vorhanden. Die nördliche Langseite besitzt zwei Träger, der westliche Abschlussstein und ein Träger der südlichen Langseite sind vorhanden. Im Atlas der Megalithgräber Deutschlands wird dieses Langbett als Sprockhoff 64 geführt.